# Harpulina arausiaca
Harpulina arausiaca is een slakkensoort uit de familie van de Volutidae. De wetenschappelijke naam van de soort is voor het eerst geldig gepubliceerd in 1786 door Ligthfoot.